# 勝野哲
勝野 哲（かつの さとる、1954年（昭和29年）6月13日 - ）は、日本の実業家。中部電力代表取締役会長。元電気事業連合会会長。社団法人中部航空宇宙技術センター理事、日本プロジェクト産業協議会中部委員長、日本原子力発電株式会社取締役、公益財団法人中部圏社会経済研究所評議員、令和4年度（第109代）電気学会会長、2021年度大同学園理事。

## 経歴
- 1954年 - 愛知県名古屋市生まれ。
- 1977年 - 慶應義塾大学工学部電気工学科卒業[2]。
  - 同年 - 中部電力株式会社入社。
- 2000年 - 工務部発変電グループ部長。
- 2001年 - 静岡支店工務部長[3]。
- 2005年 - 執行役員岡崎支店長。
- 2007年 - 常務執行役員東京支社長。
- 2010年 - 取締役専務執行役員・経営戦略本部長。
- 2013年 - 代表取締役副社長執行役員経営戦略本部長。
- 2015年 - 代表取締役社長。
- 2016年 - 電気事業連合会会長に就任[4]。
- 2020年 - 代表取締役会長。